# Lodosa
Lodosa település Spanyolországban, Navarra autonóm közösségben. Lodosa Sartaguda, Cárcar, Sesma, Pradejón, Ausejo és Alcanadre községekkel határos. Lakosainak száma 4931 fő (2024).

## Népesség
A település népessége az elmúlt években az alábbi módon változott:
| Lakosok száma | 4662 | 4719 | 4776 | 4939 | 4939 | 4760 | 4730 | 4816 | 4861 | 4931 |
|               | 2001 | 2004 | 2007 | 2009 | 2012 | 2014 | 2017 | 2019 | 2022 | 2024 |